# Apocryptodon
Apocryptodon is een geslacht van straalvinnige vissen uit de familie van grondels (Gobiidae).

## Soorten
- Apocryptodon madurensis (Bleeker, 1849)
- Apocryptodon punctatus Tomiyama, 1934